# Ironman France
Der Ironman France ist ein Triathlon-Wettbewerb über die Ironman-Distanz. Er findet seit 2005 jährlich im Juni in Nizza statt und löste dort den an gleicher Stelle ausgetragenen Triathlon International de Nice ab. In den Jahren 2002 bis 2004 wurde bereits der Triathlon de Gérardmer 800 km nördlich von Nizza unter dem Namen Ironman France veranstaltet.

## Geschichte
1982 entstand in Nizza Europas erster Langdistanz-Triathlon, der sich mit einem Top-Starterfeld und hoher Medienaufmerksamkeit als Klassiker etablierte und in einem Atemzug mit den Triathlon-Wettkämpfen in Roth und dem Ironman Hawaii genannt wurde. 4 km Schwimmen im offenen Meer, eine selektive Radstrecke durch die französischen Seealpen mit teilweise 2600 Höhenmetern auf 130 km und schließlich eine als Wendepunktstrecke bis Antibes geführter Lauf über 2 × 15 km stellten die „Nizza-Distanz“ dar.

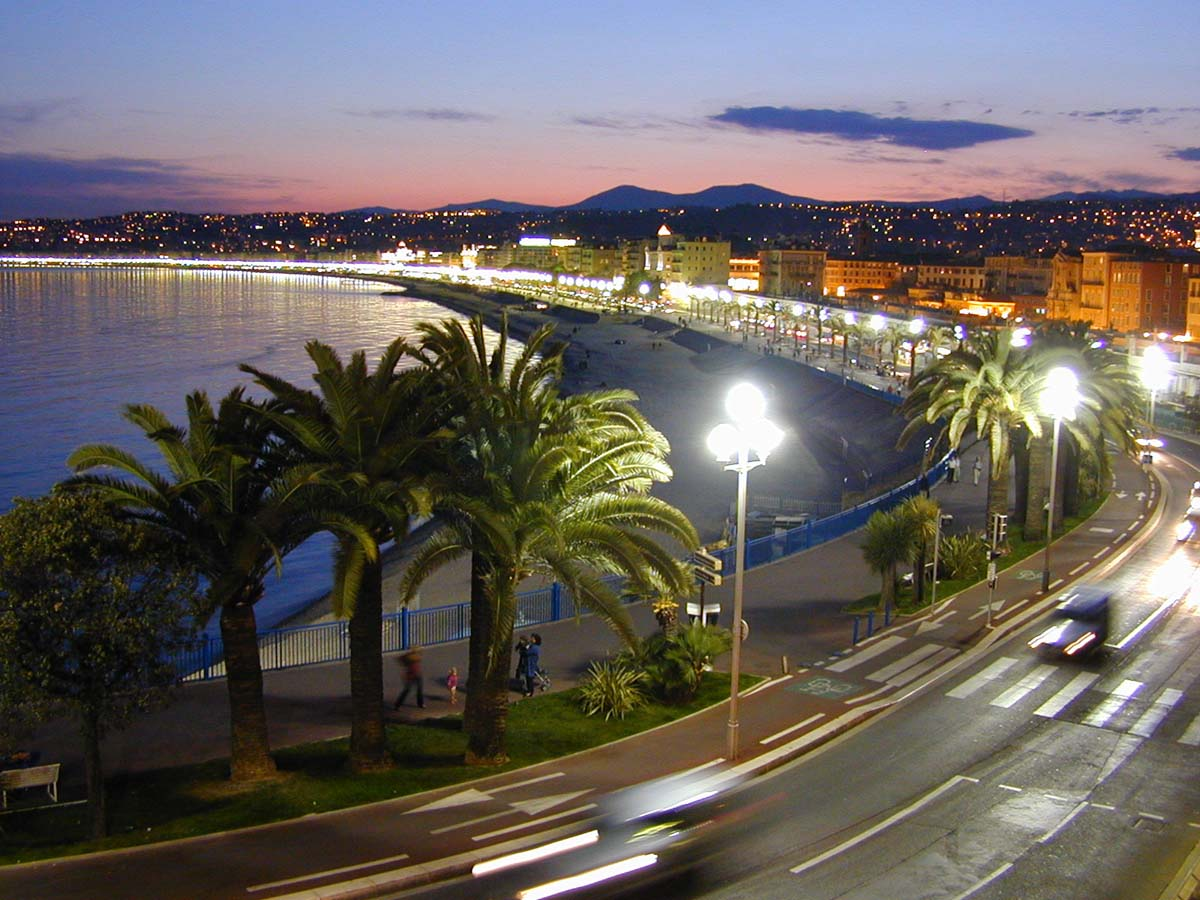
Strandboulevard von Nizza bei Nacht

Sechs Mal war Nizza seit 1994 Schauplatz der offiziellen Langdistanz-Weltmeisterschaften des Weltverbandes International Triathlon Union (ITU). Triathlon-Legende Mark Allen, der auch sechs Mal die Ironman World Championship auf Hawaii gewann, siegte in den 1980er und 1990er Jahren zehnmal beim „Triathlon International de Nice“. Ein Preisgeld von 90.000 Euro (2004, davon 20.000 Euro für den Gesamtsieger), bis zu 2200 Teilnehmer (Melderekord im Jahr 2000) mit spektakulärem Massenstart in der Baie des Anges mitten im Zentrum von Nizza und die in Europa neben Roth höchste Medienaufmerksamkeit machten den vom französischen Triathlonverband F.F.TRI. ausgerichteten Wettkampf zu einem Anziehungspunkt für ambitionierte Triathleten.
Die Stadt Nizza, die den Vertrag für den Triathlon jeweils immer für vier Jahre abgeschlossen hatte, vergab die Rechte für den Zeitraum ab 2005 nach zwölf Austragungen durch die IMG sowie weiteren elf durch F.F.TRI 2005 an die österreichische Agentur Triangle show & sports promotion GmbH, bereits den Ironman Austria sowie den Ironman South Africa organisierte. Das Recht zur Nutzung des Markenzeichens Ironman erhielt Triangle zunächst durch einen Lizenzvertrag mit dem Markeninhaber World Triathlon Corporation (WTC). Die Wettkampfstrecken wurden an die Ironman-Distanz mit 3,8 km Schwimmen, 180 km auf dem Rad und 42,2 km Laufen angepasst. Nachdem die WTC 2008 von einer Investmentgesellschaft aufgekauft wurde, kaufte sie ihrerseits 2010 Triangle auf und tritt seither selbst als Veranstalter des Ironman France auf. Renndirektor des Ironman France ist seit 2005 Yves Cordier, Mark Allens größter französischer Konkurrent bei seinen Starts in Nizza und damals bekanntester aktiver Triathlet in Frankreich. Umgekehrt wurden die Startgebühren für die Teilnehmer von zuletzt 130 Euro 2004 über 300 Euro 2006 auf 515 Euro zzgl. 6 Euro Gebühren für 2016 erhöht. Die Teilnehmerzahlen halbierten sich nach der Übernahme durch Triangle zunächst auf 1155 Anmeldungen als Tiefststand 2006, stiegen dann aber wieder an und liegen seit 2009 alljährlich bei rund 2750 Anmeldungen.
Im Juni 2011 gelang Silvia Felt der erste Sieg einer deutschen Triathletin in Nizza seit dem letzten Sieg von Ines Estedt 2002. Mit Boris Stein gewann 2015 erstmals seit 1982 ein Deutscher in Nizza. Der letzte siegreiche Schweizer in Nizza war Christoph Mauch 1999. In Gérardmer konnten – innerhalb des Zeitraums, in dem die Veranstaltung dort unter dem Namen „Ironman France“ organisiert wurde – 2002 Karin Thürig, 2003 Timo Bracht und 2004 Stefan Riesen gewinnen.
2017 wurde das Rennen vom Juni auf den Juli verlegt. Im Juni 2018 wurde der Ironman France zum 17. Mal ausgetragen. Die ursprünglich für den 14. Juni geplante und den auf den 11. Oktober 2020 verschobene 19. Austragung wurde im April im Rahmen der Ausbreitung des Coronavirus abgesagt.

### Ironman World Championships ab 2023
2023 wurde der Ironman France am 25. Juni ausgetragen. Am 10. September fanden in Nizza zusätzlich das Rennen der Männer der Ironman World Championship statt. Die Frauen starten am 14. Oktober auf Hawaii. Auch 2025 sollen die Weltmeisterschaften der Männer in Nizza und der Frauen auf Hawaii stattfinden. Ironman plant dies für die Jahre 2024 und 2026 dann jeweils umgekehrt. Im Rahmen der WM 2023 wurde die Raddistanz von 172 km auf 180,2 km verlängert. Sie weist nun 2427 Höhenmeter auf. Weltmeister wurde der Franzose Sam Laidlow, vor Patrick Lange und Magnus Ditlev.

## Streckenrekorde
2013 wurden die im Vorjahr aufgestellten Streckenrekorde unterboten. Frederik van Lierde unterbot seine Zeit nach einem starken Rennen noch einmal um über 10 min. Bei den Frauen unterbot Tine Deckers 2014 die im Vorjahr aufgestellte Zeit und gewann mit 9:12:21 h.
- Sam Laidlow – 8:06:22 h (10. September 2023)
- Lucy Charles-Barclay – 9:03:22 h (16. Juni 2024)

Auf den einzelnen Abschnitten werden die folgende Rekorde gehalten:
|        | Schwimmen                            | Radfahren                             | Laufen                                      |
| ------ | ------------------------------------ | ------------------------------------- | ------------------------------------------- |
| Frauen | Katja Wollschläger: 51:13 min (2005) | Corinne Abraham: 5:03:45 h (2018)     | Lucy Charles-Barclay: 2:49:54 h (2024)      |
| Männer | Jan Sibbersen: 44:44 min (2007)      | Frederik Van Lierde: 4:33:30 h (2013) | Victor Del Corral Morales: 2:42:28 h (2016) |

## Siegerliste

### Ironman World Championships in Nizza
| Datum/Jahr    | Männer              | Männer        | Männer        | Frauen                | Frauen           | Frauen         |
| Datum/Jahr    | Ironman Weltmeister | Zweiter Platz | Dritter Platz | Ironman Weltmeisterin | Zweiter Platz    | Dritter Platz  |
| ------------- | ------------------- | ------------- | ------------- | --------------------- | ---------------- | -------------- |
| 14. Sep. 2025 |                     |               |               | –                     | –                | –              |
| 22. Sep. 2024 | –                   | –             | –             | Laura Philipp         | Katrina Matthews | Chelsea Sodaro |
| 10. Sep. 2023 | Sam Laidlow         | Patrick Lange | Magnus Ditlev | –                     | –                | –              |

### Ironman France in Nizza
| Datum/Jahr    | Männer                       | Männer                    | Männer                   | Frauen                    | Frauen                | Frauen             |
| Datum/Jahr    | Erster Platz                 | Zweiter Platz             | Dritter Platz            | Erster Platz              | Zweiter Platz         | Dritter Platz      |
| ------------- | ---------------------------- | ------------------------- | ------------------------ | ------------------------- | --------------------- | ------------------ |
| 2025          |                              |                           |                          |                           |                       |                    |
| 16. Juni 2024 | Steven Galibert              | Anthony Haynes            | Oskar de Schynkel        | Lucy Charles-Barclay (SR) | Barbora Besperát      | Merle Brunnée      |
| 25. Juni 2023 | Clément Mignon               | Bart Aernouts             | Jonas Hoffmann           | Maelle Deruaz             | Deborah Eckhouse      | Linda Guinoiseau   |
| 26. Juni 2022 | Rodolphe Von Berg            | William Mennesson         | Arthur Horseau           | Svenja Thoes              | Alexandra Tondeur     | Gabriella Zelinka  |
| 30. Juni 2019 | James Cunnama                | Kevin Rundstadler         | Frederik Van Lierde      | Carrie Lester -2-         | Tine Deckers          | Manon Genêt        |
| 24. Juni 2018 | Frederik Van Lierde -5-      | Antony Costes             | Cameron Wurf             | Corinne Abraham           | Carrie Lester         | Manon Genêt        |
| 23. Juli 2017 | Frederik Van Lierde -4-      | Alessandro Degasperi      | Denis Chevrot            | Carrie Lester             | Annabel Luxford       | Linda Guinoiseau   |
| 5. Juni 2016  | Victor Del Corral Morales    | James Cunnama             | Stefan Schmid            | Tine Deckers -5-          | Emma Bilham           | Leanda Cave        |
| 28. Juni 2015 | Boris Stein                  | Victor Del Corral Morales | Romain Guillaume         | Caitlin Snow              | Lisa Roberts          | Linda Guinoiseau   |
| 29. Juni 2014 | Bart Aernouts                | Victor Del Corral Morales | Tyler Butterfield        | Tine Deckers -4-          | Caitlin Snow          | Lisa Roberts       |
| 23. Juni 2013 | Frederik Van Lierde (SR) -3- | Bart Aernouts             | Clemente Alonso McKernan | Mary Beth Ellis           | Jeanne Collonge       | Delphine Pelletier |
| 24. Juni 2012 | Frederik Van Lierde -2-      | Paul Amey                 | François Chabaud         | Tine Deckers -3-          | Gina Crawford         | Kristin Möller     |
| 26. Juni 2011 | Frederik Van Lierde          | François Chabaud          | Marcel Zamora Pérez      | Silvia Felt               | Martina Dogana        | Kim Loeffler       |
| 27. Juni 2010 | Marcel Zamora Perez -5-      | Frederik Van Lierde       | Olivier Marceau          | Tine Deckers -2-          | Erika Csomor          | Alexandra Louison  |
| 28. Juni 2009 | Marcel Zamora Perez -4-      | Hervé Faure               | Simon Billeau            | Tine Deckers              | Christel Robin        | Martina Dogana     |
| 22. Juni 2008 | Marcel Zamora Perez -3-      | Hervé Faure               | Patrick Bringer          | Martina Dogana            | Katja Schumacher      | Alexandra Louison  |
| 24. Juni 2007 | Marcel Zamora Perez -2-      | Gilles Reboul             | Patrick Bringer          | Alexandra Louison         | Kathrin Pätzold       | Tine Tretner       |
| 25. Juni 2006 | Marcel Zamora Perez          | Hervé Faure               | François Chabaud         | Edith Niederfriniger      | Mariska Kramer-Postma | Martina Dogana     |
| 19. Juni 2005 | Hervé Faure                  | Marcel Zamora Perez       | Gilles Reboul            | Mariska Kramer            | Catherine Houseaux    | Astrid Perathoner  |

SR – Streckenrekord

### Ironman France in Gérardmer
In den Jahren 2002, 2003 und 2004 fand der seit 1988 veranstaltete Triathlon de Gérardmer unter dem Namen Ironman France statt. Seit 2005 läuft die Veranstaltung in Nizza unter diesem Namen. Der Triathlon de Gérardmer besteht unverändert fort.
| Datum/Jahr    | Männer           | Männer         | Männer        | Frauen                | Frauen              | Frauen             |
| Datum/Jahr    | Erster Platz     | Zweiter Platz  | Dritter Platz | Erster Platz          | Zweiter Platz       | Dritter Platz      |
| ------------- | ---------------- | -------------- | ------------- | --------------------- | ------------------- | ------------------ |
| 27. Juni 2004 | Stefan Riesen    | Frank Vytrisal | Hervé Faure   | Sophie Delemer        | Marilyn MacDonald   | Zsuzsanna Harsányi |
| 21. Juni 2003 | Timo Bracht      | Stefan Riesen  | Gilles Reboul | Helene Salomon-Watson | Françoise Wellekens | Jennifer Potts     |
| 22. Juni 2002 | François Chabaud | Stefan Riesen  | Timo Bracht   | Karin Thürig          | Gina Kehr           | Ariane Gutknecht   |

## Triathlon International de Nice
Die Initiatoren Mark McCormack und die IMG, die die Medienaufmerksamkeit um den Ironman Hawaii wahrgenommen hatten, planten ursprünglich mit Monaco als Austragungsort für den ersten europäischen Langdistanz-Triathlon, entschieden sich nach dem Tod von Grace Kelly aber, die Veranstaltung mit den Distanzen 1,5 km Schwimmen, 100 km auf dem Rad und einem abschließenden Marathon 1982 als Triathlon de Nice zu organisieren.
57 Athleten, darunter Mark Allen, Scott Tinley und sein Bruder Jeff, Scott Molina, Axel Koenders und John Howard, sprangen bei der Premiere in das damals 14 °C kalte Mittelmeer. Ab 1983 lief die Veranstaltung über die Distanzen 3 km Schwimmen, 120 km auf dem Rad und 32 km Laufen unter dem Namen Triathlon Longue Distance de Nice. Hohe Preisgelder (75.000 US-Dollar 1985, während der Ironman Hawaii zu diesem Zeitpunkt keinerlei Preisgelder zahlte) und TV-Berichte durch den amerikanischen Sender CBS sorgten dafür, dass die komplette Weltelite in den Achtzigerjahren in Nizza am Start stand. Bereits 1986 gingen in Nizza 1166 Anmeldungen aus 30 Staaten ein, die Polizei berichtete von 100.000 Zuschauern entlang der Strecke. 1994 übernahm der französische Triathlonverband F.F.TRI. die Organisation von der IMG, die Veranstaltung wurde ab jetzt unter dem Namen Triathlon International de Nice beworben.
In den Jahren 1994, 1995, 1997, 2000 und 2002 wurde die Langdistanz-Weltmeisterschaft der Internationalen Triathlon Union (ITU) im Rahmen des Triathlon International de Nice ausgetragen.
Der US-Amerikaner Mark Allen konnte dieses Rennen in Nizza zwischen 1982 und 1993 zehn Mal gewinnen. Paula Newby-Fraser aus Simbabwe war mit vier Siegen die erfolgreichste Starterin.
| Datum/Jahr    | Erster Platz       | Zweiter Platz      | Dritter Platz             |
| ------------- | ------------------ | ------------------ | ------------------------- |
| 26. Sep. 2004 | Julien Loy         | Mike Aigroz        | Gilles Reboul             |
| 14. Sep. 2003 | Patrick Vernay     | François Chabaud   | Olivier Marceau           |
| 22. Sep. 2002 | Cyrille Neveu      | Torbjørn Sindballe | Rutger Beke               |
| 23. Sep. 2001 | Gilles Reboul      | Xavier Galea       | Christoph Hamard          |
| 18. Juni 2000 | Peter Sandvang     | Cyrille Neveu      | François Chabaud          |
| 26. Sep. 1999 | Christoph Mauch    | Rainer Müller      | Luc Van Lierde            |
| 27. Sep. 1998 | Rob Barel -3-      | Jérôme Sanson      | Olaf Rennicke             |
| 8. Juni 1997  | Luc Van Lierde -2- | Rob Barel          | Jean-Christophe Guinchard |
| 28. Sep. 1996 | Luc Van Lierde     | Olivier Marceau    | Rob Barel                 |
| 1. Okt. 1995  | Simon Lessing      | Luc van Lierde     | Peter Reid                |
| 26. Juni 1994 | Rob Barel -2-      | Lothar Leder       | Yves Cordier              |
| 13. Juni 1993 | Mark Allen -10-    | Simon Lessing      | Rob Barel                 |
| 14. Juni 1992 | Mark Allen -9-     | Yves Cordier       | Rob Barel                 |
| 16. Juni 1991 | Mark Allen -8-     | Rob Barel          | Yves Cordier              |
| 17. Juni 1990 | Mark Allen -7-     | Mike Pigg          | Rob Barel                 |
| 28. Mai 1989  | Mark Allen -6-     | Rob Barel          | Mike Pigg                 |
| 24. Sep. 1988 | Rob Barel          | Scott Molina       | Scott Tinley              |
| 25. Okt. 1987 | Rick Wells         | Scott Tinley       | Hervé Niquet              |
| 5. Okt. 1986  | Mark Allen -5-     | Scott Molina       | George Hoover             |
| 13. Okt. 1985 | Mark Allen -4-     | Scott Tinley       | Rob Barel                 |
| 8. Sep. 1984  | Mark Allen -3-     | Dave Scott         | Scott Tinley              |
| 1983          | Mark Allen -2-     | Dave Scott         | Scott Molina              |
| 20. Nov. 1982 | Mark Allen         | Scott Molina       | Scott Tinley              |

| Langdistanz-Weltmeisterschaft der Internationalen Triathlon Union (ITU) |

| Jahr | Erster Platz                   | Zweiter Platz              | Dritter Platz         |
| ---- | ------------------------------ | -------------------------- | --------------------- |
| 2004 | Mirinda Carfrae                | Fiona Docherty             | Mieke Suys            |
| 2003 | Audrey Cléau                   | Beth Thompson              | Isabelle Ferrer       |
| 2002 | Ines Estedt -3-                | Kathleen Smet              | Virginia Berasategui  |
| 2001 | Sophie Delemer -2-             | Kate Allen                 | Helene Salomon        |
| 2000 | Isabelle Mouthon-Michellys -3- | Natascha Badmann           | Daniela Lacarno       |
| 1999 | Joanne King                    | Kathleen Smet              | Mieke Suys            |
| 1998 | Sophie Delemer                 | Ute Schäfer                | Gudrun Stephensen     |
| 1997 | Ines Estedt -2-                | Isabelle Mouthon-Michellys | Virginia Berasategui  |
| 1996 | Ines Estedt                    | Christine de Wit           | Kim Carter            |
| 1995 | Jenny Rose                     | Ute Schäfer                | Ines Estedt           |
| 1994 | Isabelle Mouthon-Michellys -2- | Karen Smyers               | Lydie Reuze           |
| 1993 | Isabelle Mouthon               | Susan Latshaw              | Béatrice Mouthon      |
| 1992 | Paula Newby-Fraser -4-         | Donna Peters               | Sylvianne Puntous     |
| 1991 | Paula Newby-Fraser -3-         | Isabelle Mouthon-Michellys | Thea Sybesma          |
| 1990 | Paula Newby-Fraser -2-         | Kirsten Hansen             | Thea Sybesma          |
| 1989 | Paula Newby-Fraser             | Sylvianne Puntous          | Patricia Puntous      |
| 1988 | Erin Baker -3-                 | Jan Wanklyn                | Sarah Coope           |
| 1987 | Kirsten Hansen                 | Colleen Cannon             | Paula Newby-Fraser    |
| 1986 | Erin Baker -2-                 | Sarah Coope                | Lieve Cappaert-Paulus |
| 1985 | Erin Baker                     | Linda Buchanan             | Sylvianne Puntous     |
| 1984 | Colleen Cannon                 | Julie Moss                 | Jann Girard           |
| 1983 | Linda Buchanan                 | Jann Girard                | Kathleen Mac Cartney  |
| 1982 | Lyn Brooks                     | Joann Dahlkoetter          | Sally Edwards         |